# Šivasanhita
Šivasanhitá je pojednání o józe, jehož autor je neznámý. V původním pojednání oslovuje bůh Šiva svůj ženský protějšek (šakti) Párvatí. Šivasanhitá je jeden ze tří nejdůležitějších klasických spisů o Hatha józe – ostatní dva jsou Hathajógapradípiká a Ghérandasanhitá – a je považován za nejpodrobnější a nejpřesnější pojednání o hathajóze.
Všeobecně je uznáván názor, že Šivasanhitá byla napsána v 17. až 18. století, ale James Mallinson ji zařazuje do 15. století a tvrdí, že v 17. století byl tento spis jenom překládán ze sanskrtu. Jeho tvrzení podporují některé pasáže v textu samotném, protože tam jsou zmínky o indických městech Varanasi a Benáres.

## Obsah
Šivasanhitá pojednává o fyziologii člověka jako celku a jmenuje 84 různých ásan (pozic těla), z nichž 4 popisuje detailně. Dále popisuje 5 specifických prán (subtilních proudů vzduchu) a technik k jejich podpoření. Pojednává mimo jiné také o abstraktních jogínských technikách a filosofiích, o mudrách, tantrách a meditaci. Zdůrazňuje, že jógu může praktikovat každý člověk a dosáhnout tak prospěchu. V textu jsou zřetelně poznatelné buddhistické a hinduistické prvky.

### Kapitoly
1. První kapitola pojednává o různých uvolňovacích technikách a filosofických názorech.
2. Druhá kapitola popisuje nervovou soustavu (nádí) a působnost džívy (zdroje životní energie),
3. Třetí kapitola popisuje proudění životní energie (prány) v těle, význam duchovního učitele (guru). čtyři stupně jógy, pět základních prvků vizualizace a detailní popis čtyř ásan.
4. Čtvrtá kapitola popisuje používání jedenácti rituálních gest (mudra).
5. Pátá kapitola je nejdelší, nejabstraktnější a nejrozmanitější. Popisuje překážky, se kterými se jogín může setkat, čtyři typy jogínů, techniku upřeného pohledu (trátaka), naslouchání vnitřnímu hlasu, esoterická centra, hadí energii (kundaliní), sedm čaker, a užívání manter.[8]